# Fernando Chalana
Fernando Albino de Sousa Chalana (Barreiro, 1959. február 10. – 2022. augusztus 10.) Európa-bajnoki bronzérmes portugál labdarúgó, középpályás, edző. Az év portugál labdarúgója (1976, 1984).

## Pályafutása

### Klubcsapatban
1976 és 1984 között a Benfica, 1984 és 1987 között a francia Bordeaux, 1987 és 1990 között ismét a Benfica, 1990–91-ben a Belenenses labdarúgója volt. 1991–92-ben az Estrela Amadora játékosaként fejezte be az aktív labdarúgást. A Benficával hat portugál bajnoki címet és három kupagyőzelmet ért el. A Bordeaux csapatával két-két bajnoki címet és kupagyőzelmet szerzett.
1976-ban és 1984-ben az év portugál labdarúgója volt.

### A válogatottban
1976 és 1988 között 27 alkalommal szerepelt a portugál válogatottban és két gólt szerzett. Tagja volt az 1984-es franciaországi világbajnokságon bronzérmet szerzett csapatnak.

### Edzőként
2002-ben és 2008-ban a Benfica első csapatának ideiglenes vezetőedzője volt. 2005 és 2009 között segédedzőként dolgozott korábbi klubjánál. 2003–04-ben a Paços Ferreira segédedzője, 2004–05-ben az Oriental vezetőedzője volt.

## Sikerei, díjai
- Az év portugál labdarúgója (1976, 1984)
- az 1984-as Európa-bajnokság álomcsapatának a tagja

 Portugália
- Európa-bajnokság
  - bronzérmes: 1984, Franciaország

 Benfica
- Portugál bajnokság (Primeira Divisão)
  - bajnok (6): 1975–76, 1976–77, 1980–81, 1982–83, 1983–84, 1988–89
- Portugál kupa (Taça de Portugal)
  - győztes (3): 1980, 1981, 1983
- Portugál szuperkupa (Supertaça Cândido de Oliveira)
  - győztes (2): 1980, 1989
- UEFA-kupa
  - döntős: 1982–83

 Girondins de Bordeaux
- Francia bajnokság (Ligue 1)
  - bajnok (2): 1984–85, 1986–87
- Francia kupa (Coupe de France)
  - győztes (2): 1986, 1987
- Francia szuperkupa (Trophée des champions)
  - győztes: 1986